# Vhenekai Dhemba
Vhenekai Amanda Dhemba, née le 18 octobre 2006, est une nageuse zimbabwéenne.

## Carrière
Vhenekai Dhemba remporte 11 médailles (dont 9 en or, 1 en argent et 1 en bronze) aux Championnats d'Afrique de la zone IV 2019 en Namibie.
Elle est médaillée de bronze du relais 4 × 100 mètres nage libre avec Paige van der Westhuizen, Donata Katai et Mikayla Makwabarara aux Jeux africains de 2023 à Accra.